# Čempion mira (film 2021)
Čempion mira (Чемпион мира) è un film del 2021 diretto da Aleksej Sidorov.

## Trama
Il film tratta la storica partita a scacchi tra il campione del mondo in carica Anatolij Karpov e il contendente al titolo Viktor Korčnoj, che aveva lasciato l'URSS pochi anni prima.